# Ellen Bergström
Ellen Lisa Maria Bergström, född 7 november 1989 i Katrineholm, är en svensk influerare, skådespelare och medieprofil.
2008 deltog Ellen Bergström i en tävling för att bli den nya medlemmen i musikgruppen Kick. Hon vann tävlingen.
2011 gjorde Bergström sitt första inlägg på Instagram och har med åren byggt en stor digital publik: Enligt Medieakademins Maktbarometer var hennes Instagramkonto bland de 30 mäktigaste år 2022.
2015 var Bergström med i musikalen Snövit – The Musical på Maximteatern i Stockholm. Ellen Bergström arbetade från 2016 till 2017 som radiopratare på Vakna med NRJ. Hon var även deltagare i Let's Dance 2017.
Ellen Bergström har även medverkat i Masked Singer Sverige som Enhörningen. 2021 vann hon den femte säsongen av Mullvaden.

## Familj
Ellen Bergström har haft en relation med Niclas Lij,  med vilken hon har en dotter född år 2020.

## Radio
- 2016–2017: VAKNA! med NRJ (Programledare)

## Film
- 2015 – I nöd eller lust
- 2016 – The Angry Birds Movie (röst som Stella)
- 2016 – Ice Age 5: Scratattack (röst som Brooke)
- 2018 – Smallfoot (röst som Meechee)
- 2019 – Ankdammen
- 2021 – Raya och den sista draken (röst som Raya)

## TV (i urval)
- 2010 – Jakten på Julia (TV-serie)
- 2013 – Kändishoppet (TV-serie)
- 2011–2013 – Elsas värld (TV-serie)
- 2014–2015 – Partaj (TV-serie)
- 2015 – Arne Dahl: Efterskalv (TV-serie)
- 2015 – Nu kommer Malin (TV-serie)
- 2017 – Skitlycklig (TV-serie)
- 2017–2020 – Kommissarien och havet (TV-serie)
- 2018 – Bäst i test (TV-program)
- 2018 – Leif & Billy (TV-serie)
- 2018 – Det stora racet (TV-serie)
- 2019 – Så ska det låta
- 2020 – Mumbo jumbo (TV-program)
- 2021 – Vem kan vad
- 2021 – Masked Singer Sverige (TV-program)
- 2021 – Mullvaden
- 2023 – Klimatkampen
- 2023 – Smartare än en femteklassare

## Musikal
- 2015–2016 – Snövit – The Musical